# Claus-Hunno Hunzinger
Claus-Hunno Hunzinger (* 15. September 1929 in Schwerin; † 6. Januar 2021 in Hamburg) war ein deutscher evangelischer Theologe.

## Leben

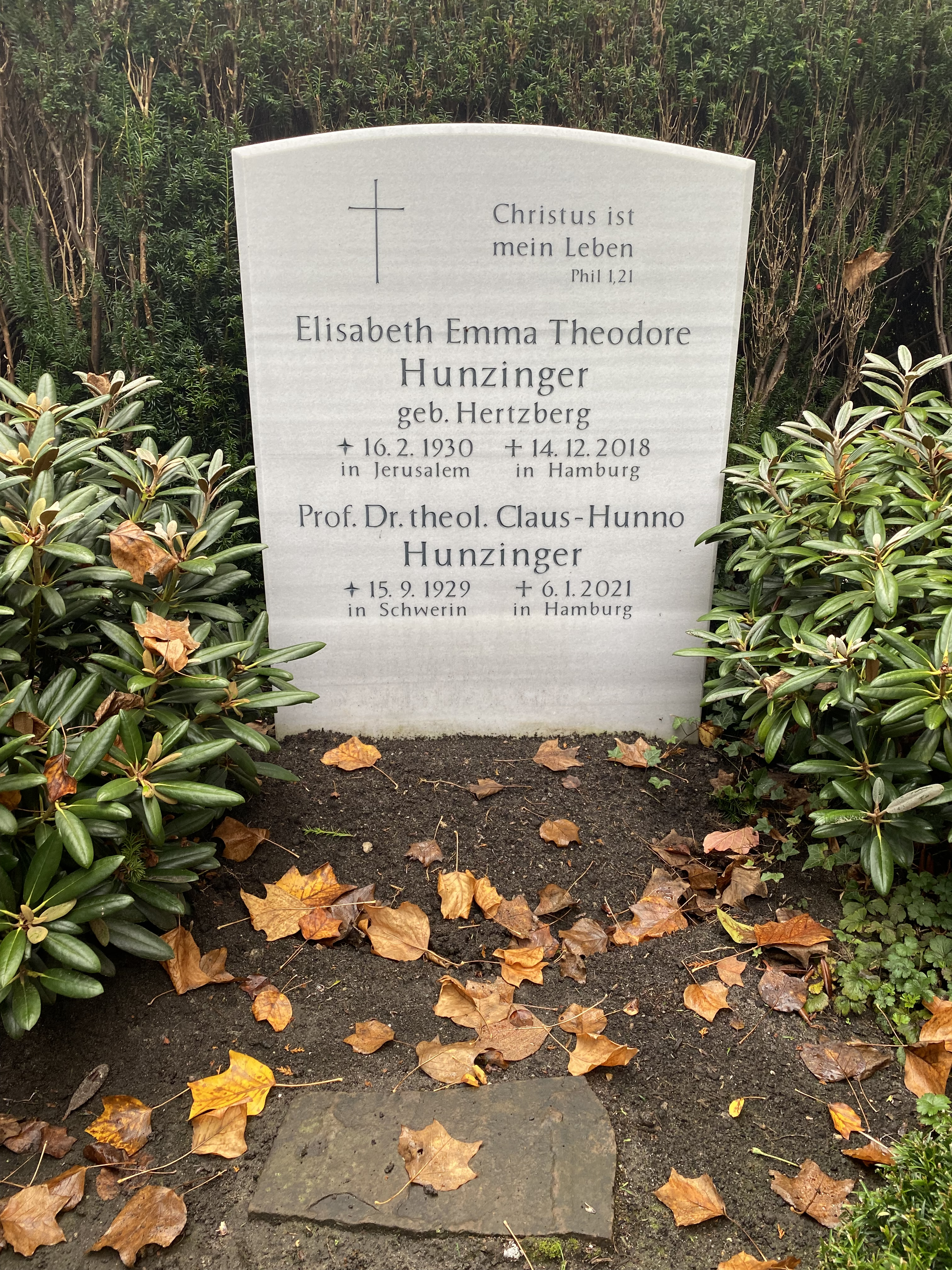
Grabstätte

Nach der Promotion zum Dr. theol. am 25. Juli 1954 in Göttingen wurde er 1956 Privatdozent an der Universität Göttingen. Von 1954 bis 1957 war er Mitarbeiter an der Edition der Qumran-Texte Jerusalem. Von 1959 bis 1960 lehrte er als Gastdozent in Madison. 1962 wurde er außerordentlicher Professor in Hamburg, 1968 ordentlicher Professor an der Universität Hamburg (emeritiert 1992).
Hunzinger verstarb im Alter von 91 Jahren in Hamburg und wurde auf dem dortigen Nienstedtener Friedhof beigesetzt.

## Schriften (Auswahl)
- Die jüdische Bannpraxis im neutestamentlichen Zeitalter. Göttingen 1954, OCLC 73933229 (zugleich Dissertation, Göttingen 1954).
- Fragmente einer älteren Fassung des Buches Milḥamā aus Höhle 4 von Qumrān. Töpelmann, Berlin 1957, OCLC 38470351.
- mit Eugen Biser, Anastasios Kallis und Schalom Ben-Chorin: Paulus – Wegbereiter des Christentums. Zur Aktualität des Völkerapostels in ökumenischer Sicht. Pfeiffer, München 1984, ISBN 3-7904-0408-X.